# جو دورانت
جو دورانت (بالإنجليزية: Joe Durant)‏ هو لاعب غولف أمريكي، ولد في 7 أبريل 1964 في بينساكولا في الولايات المتحدة.

## وصلات خارجية
- الموقع الرسمي
- جو دورانت على موقع رابطة لاعبي الغولف المحترفين (الإنجليزية)
- جو دورانت على موقع التصنيف العالمي الرسمي للغولف (الإنجليزية)